# 高浜市立図書館
高浜市立図書館（たかはましりつとしょかん）は、かつて愛知県高浜市碧海町にあった公共図書館。1979年（昭和54年）4月11日に開館し、2023年（令和5年）3月31日をもって閉館した。
建物の老朽化のため既存施設への図書館機能の複合化が行われることになり、2023年（令和5年）3月末で閉館した。青木町の高浜市やきものの里かわら美術館に一般図書を配して本館とし、いきいき広場（春日町）の図書情報スペース「としょぴあ」には児童書や育児書を中心に配する形式に変更した。2023年（令和5年）7月22日、美術館に図書館を複合化した高浜市やきものの里かわら美術館・図書館が開館した。

## 歴史

### 図書館開館前

#### 小中学校付設の図書館
1914年（大正3年）4月14日には図書館の設置が認可され、高浜尋常高等小学校（現在の高浜市立高浜小学校）に高浜町立高浜図書館が設置された。当時の蔵書数は約3,000冊であり、校舎の中央にあった一室を図書室として利用した。図書館職員として2人が配置され、一般町民や教育関係者なども利用したという。やがて図書が散逸するなどして利用者もいなくなり、事実上の閉館状態となった。
太平洋戦争後には、残っていた図書すべてがいったん高浜町役場倉庫に納められた。1948年（昭和23年）に図書の整理が行われ、不要図書が廃棄されたことで、22部門445項目1,176冊となった。1953年（昭和28年）7月15日には高浜市立高浜中学校に650冊を、残りを小学校に配置して利用を開始し、高浜町立図書館は高浜中学校図書館と合併（併設）する形となった。当時は高浜中学校の図書館費に加えて、高浜町立図書館の図書館費も相当額が計上されていた。1957年（昭和32年）時点では高浜町立図書館の図書館費として25,000円、また高浜中学校の図書館費として20,000円、育友会による図書費として55,000円、計100,000円によって運営されている。専任職員が1人を含む図書館職員5人がおり、1957年（昭和32年）の蔵書数は7,008冊である。

#### 公民館図書室
1970年（昭和45年）12月1日には碧海郡高浜町が市制施行し、愛知県28番目の市として高浜市が誕生した。なお、同日には碧海郡知立町も市制施行して知立市となっており、碧海郡は消滅している。図書館開館前の高浜市には吉浜公民館図書室があった。
1973年（昭和48年）4月には図書館建設に向けて、吉浜公民館図書室に図書の購入を開始した。1978年（昭和53年）9月には高浜市立図書館・郷土資料館の建設工事に着工し、1979年（昭和54年）3月には竣工。総事業費は220,778,000円。この間の1978年（昭和53年）10月には図書館・郷土資料館開館準備運営委員会が設置されている。

### 高浜市立図書館（1979年 - 2023年）

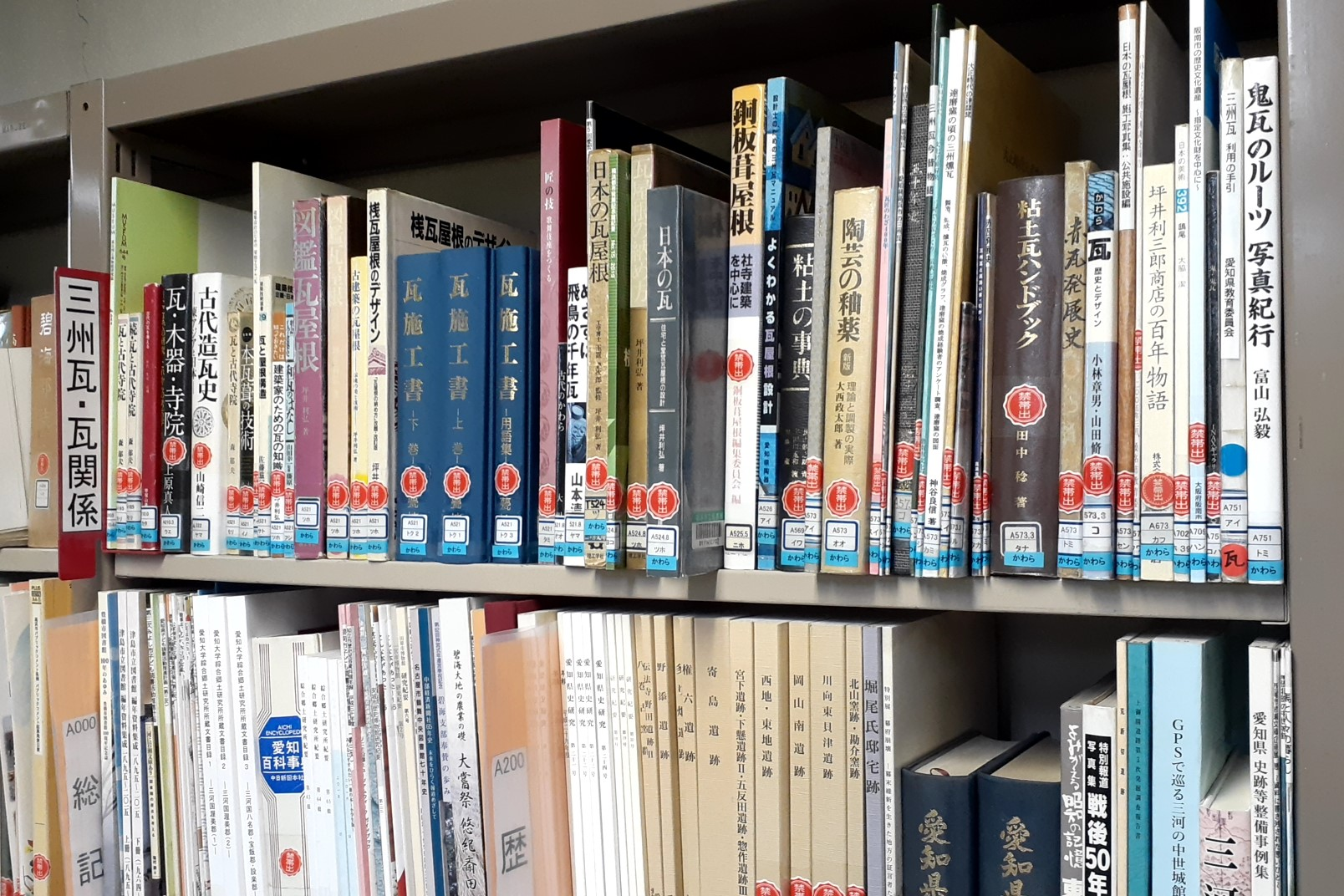
三州瓦に関する郷土資料

1979年（昭和54年）4月11日に高浜市立図書館が開館した。開館に向けて一般書6,848冊、児童書3,302冊を購入しており、吉浜公民館図書室から移管された3,024冊を加えて、開館時の蔵書数は13,804冊だった。開館時には『大日本百科事典』などのJCコーナー、『世界大百科事典』などの内田繁春コーナーが設置されている。貸出方法にはブラウン方式が採用され、貸出冊数は3冊まで、貸出期間は2週間だった。開館年である1979年度の図書購入費は約1,500万円であり、うち1,000万円は寄付によるものである。1980年（昭和55年）度から1988年（昭和63年）度も500万円 - 570万円で推移している。
開館から1か月で1,385人が利用登録を行い、7,430冊が貸出された。開館から3か月後の7月11日には2階に郷土資料館が併設され、9月には図書館に三琇文庫が設置され、11月には美術書などの高浜卯辰会コーナーが設置され、1981年（昭和56年）11月には杉浦正俊コーナーが設置された。開館した1979年度の貸出冊数は60,044冊であり、市民1人あたり1.87冊だった。1980年（昭和55年）度からの7年間は5万冊台が続き、1987年（昭和62年）度に再び6万冊を上回って62,974冊となった。
1980年（昭和55年）10月には団体貸出サービスを、1981年（昭和56年）5月には紙芝居の貸出サービスを、7月には大活字本の貸出サービスを開始している。同年6月にはボランティアグループによる紙芝居の上演会も開始された。1988年（昭和63年）1月には『原色日本の美術』などの高浜ロータリークラブコーナーが設置され、12月には『世界の大遺跡』などの高浜子丑会コーナーが設置された。1988年（昭和63年）4月には委託方式で高取公民館図書室が設置された。蔵書数は1987年（昭和62年）度に5万冊を突破し、1988年（昭和63年）度末の蔵書数は58,277冊だった。
2009年（平成21年）時点の図書館部分の延床面積は1,105.2m2であり、近隣6市の中央図書館（高浜市立図書館のほかは刈谷市中央図書館、碧南市民図書館、安城市中央図書館、西尾市立図書館、知立市図書館）の中でもっとも小さかった。各施設の収蔵能力は、高浜市立図書館が15万冊、吉浜図書室が9,000冊、高取図書室が11,000冊、計17万冊である。
2010年（平成22年）度末の蔵書数は192,109冊、2010年（平成22年）度の貸出数は200,980冊、図書購入費は14,500,000円だった。高浜市の人口は45,457人（2010年度）であり、1人あたり貸出冊数は4.4冊、1人あたり図書購入費は319円だった。

#### 指定管理者制度導入
運営の効率化を図るため、2008年（平成20年）9月の高浜市議会では図書館への指定管理者制度の導入が決定した。2007年（平成19年）度時点の愛知県では新城市（新城図書館）や江南市（江南市立図書館）、津島市（津島市立図書館）などで指定管理者制度が導入されていた。2009年（平成21年）4月に指定管理者制度が導入され、図書館流通センターが指定管理者となった。契約期間は2009年（平成21年）度からの5年間であり、指定管理料は年間6,500万円。
高浜市に先駆けて2008年（平成20年）度からはあま市（あま市美和図書館）が指定管理者制度を導入しており、高浜市と同時期には知多市（知多市立中央図書館）、蒲郡市（蒲郡市立図書館）、常滑市（常滑市立図書館）も指定管理者制度を導入している。制度導入前の2008年（平成20年）度の図書購入費は1,000万円だったが、2009年（平成21年）度には1,500万円に増額され、年間購入冊数は約6,500冊から約9,500冊に増やされた。2014年（平成26年）4月には再び図書館流通センターが指定管理者に選定された。

### 既存施設への移転（2023年）
既存施設への図書館機能複合化のため、2023年（令和5年）4月1日には組織としての高浜市やきものの里かわら美術館が高浜市やきものの里かわら美術館・図書館に改称された。
2023年（令和5年）3月31日をもって碧海町の高浜市立図書館が閉館し、既存の2施設への移転準備期間に入った。青木町の高浜市やきものの里かわら美術館に陶芸教室として使われていたスペースに一般図書など2万冊、春日町のいきいき広場の図書情報スペース「としょぴあ」に児童書や育児書1万2千冊を配架する形式に変更した。7月22日、高浜市やきものの里かわら美術館・図書館が開館し、かわら美術館・図書館が本館と位置付けられた。組織としての高浜市やきものの里かわら美術館・図書館は本館のほかに、分館のいきいき広場図書・情報スペース、吉浜公民館図書室、高取ふれあいプラザ図書室からなる。

## 高浜市立郷土資料館

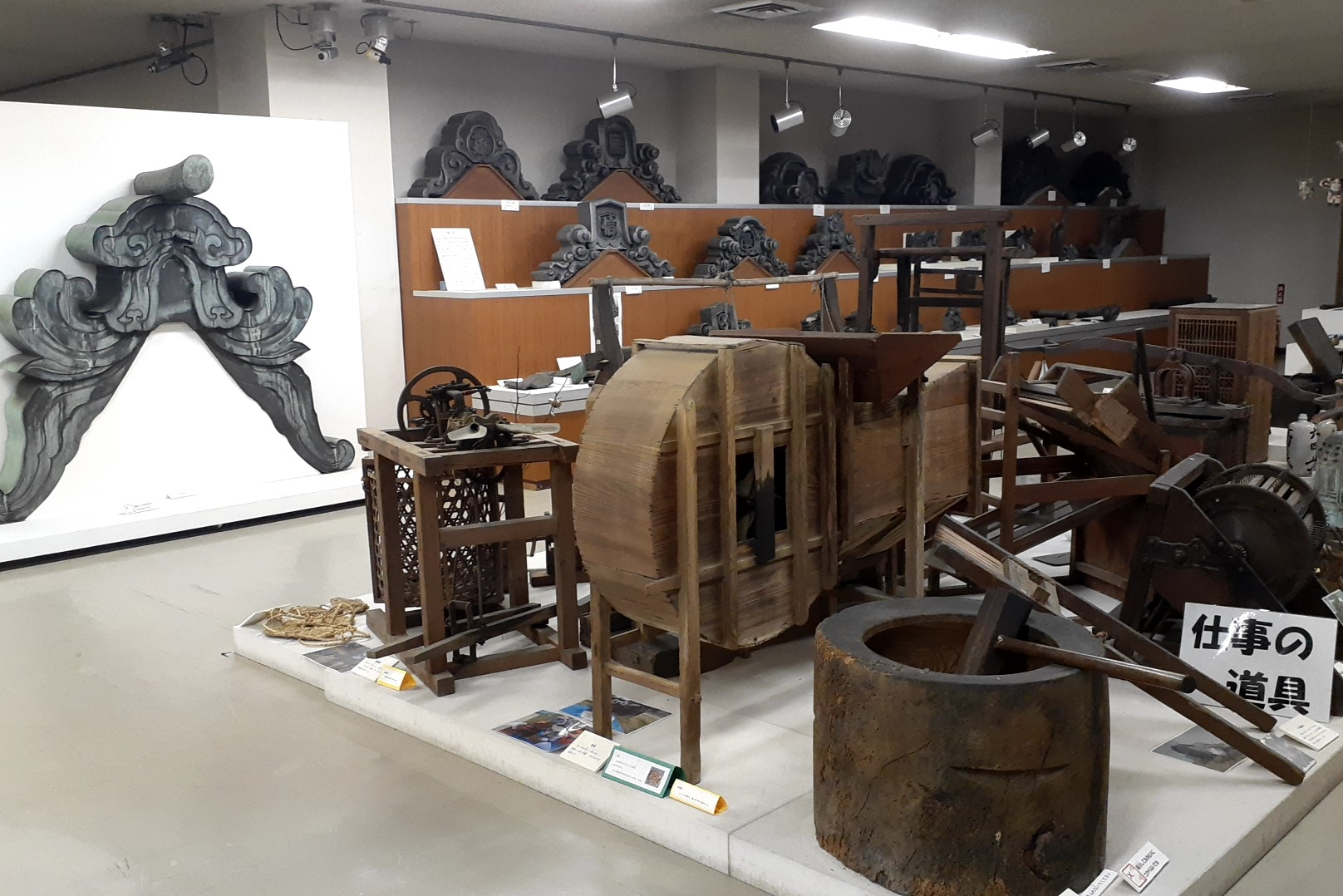
高浜市立郷土資料館

高浜市立図書館の建物の2階には高浜市立郷土資料館があり、高浜市の歴史や民俗に関する展示がなされていた。
2023年（令和5年）の高浜市立図書館の機能移転に伴い、高浜市立郷土資料館の展示機能は廃され、資料の保存・管理に特化した施設となった。

### 郷土資料館の歴史
1959年（昭和34年）7月には高浜町観光センター（貝の博物館）が開館し、同年9月の伊勢湾台風で展示品の大半が流出したものの、1960年（昭和35年）11月には再開館している。1969年（昭和44年）11月には観光センターの隣に高浜町郷土史料館が開館し、1970年（昭和45年）12月の市制施行を機に高浜市郷土資料館に改称したが、1975年（昭和50年）11月には道路の新設に伴って閉館していた。
高浜市立図書館の開館から遅れること3か月、1979年（昭和54年）7月には図書館の2階に高浜市立郷土資料館が開館し、観光センターと旧郷土資料館の展示物が移管された。開館9か月間の来館者数は5,000人を超えた。
2010年度の入館者数は483人であり、高浜市立港小学校と高浜市立翼小学校から見学者を受け入れた。

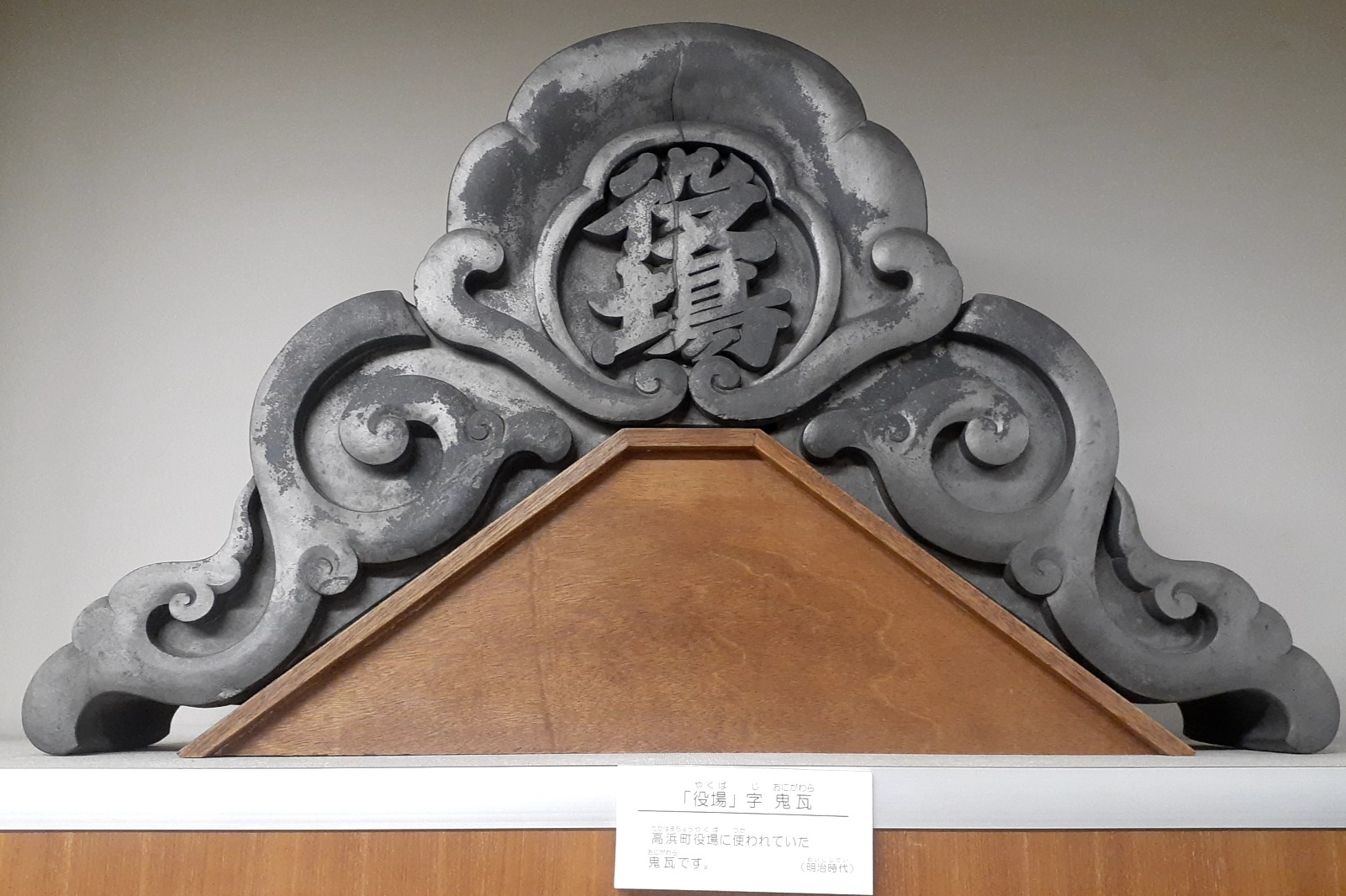
「役場」と刻まれた鬼瓦
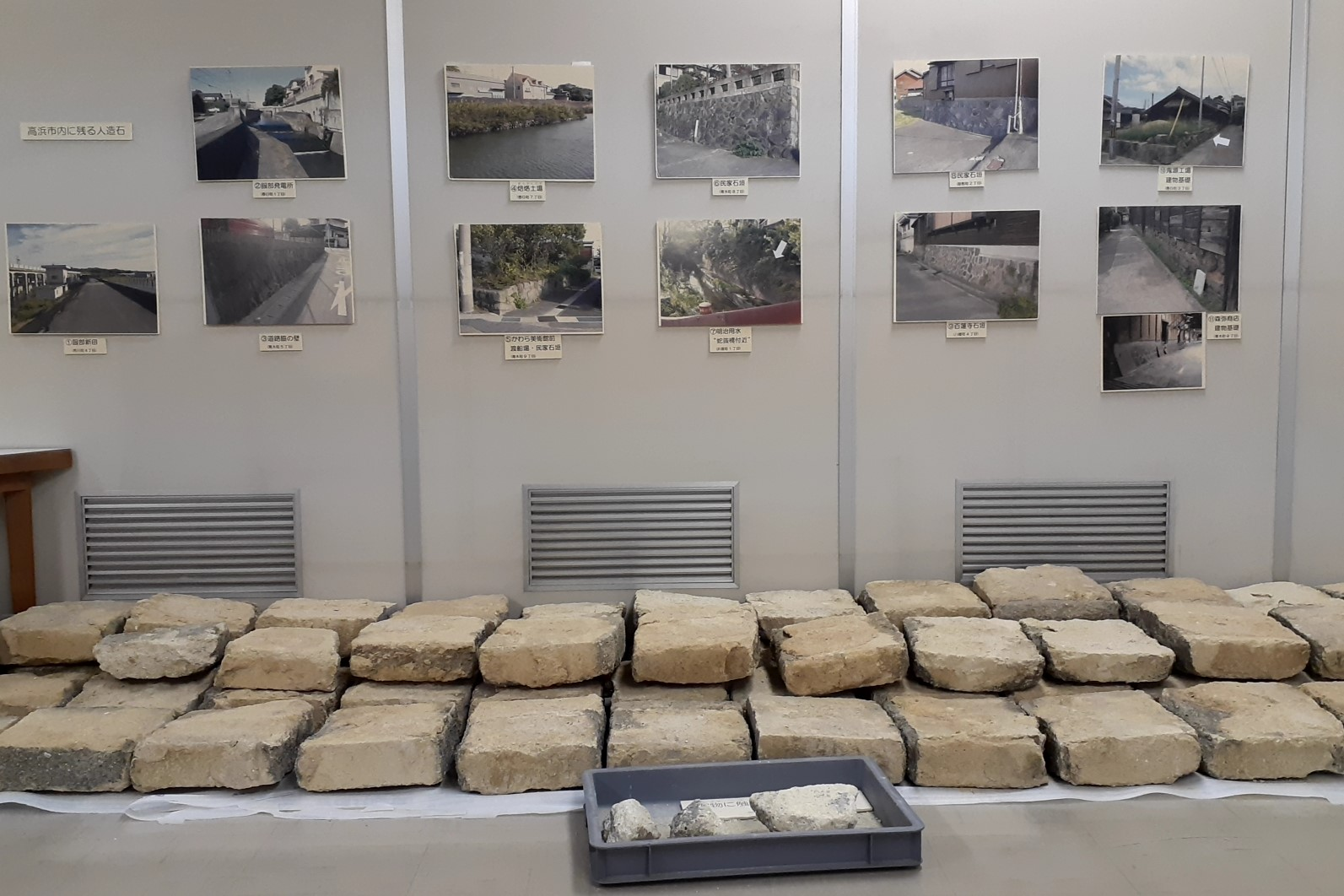
人造石
貝の博物館（1961年）